# Cantonul Argenteuil-Ouest
Cantonul Argenteuil-Ouest este un canton din arondismentul Argenteuil, departamentul Val-d'Oise, regiunea Île-de-France, Franța.

## Comune
- Argenteuil (parțial)